# 哈徹海崖
86°20′S 125°36′W / 86.333°S 125.600°W
哈徹海崖（英語：Hatcher Bluffs）是南極洲的海崖，位於瑪麗伯德地，處於梅塔沃卡尼克山以南9公里，美國地質調查局根據測量和該國海軍的空中照片繪入地圖，現時由南極條約體系管理。